# Alexandre Dupont
Pour les articles homonymes, voir Dupont.
Alexandre Dupont (1832 - 4 avril 1888) est un bibliophile et écrivain liégeois.
À sa mort, il légua sa bibliothèque à la ville de Liège qui la fit intégrer la Bibliothèque Ulysse Capitaine : le fonds Alexandre Dupont comprend 7000 livres et brochures, principalement consacrés au théâtre du XVIIe au XIXe siècle.

## Œuvre
- Guide dramatique belge, Liège, Vaillant-Carmanne, 1870.
- Répertoire dramatique belge, Liège, Vaillant-Carmanne, 1884-1886, 3 vol.
- Théâtre des écoles, pensionnats et patronages (1830-1883), Liège, Vaillant-Carmanne, 1887.